# Topoterita
Topoterita (em grego: τοποτηρητής; romaniz.: Topotērētēs; plural: topotērētai) foi um termo militar bizantino que significava assistente ou tenente. Como tal, foi utilizado de diferentes maneiras ao longo da história do império. Nos séculos IX e XI, o topoterita foi o assistente dos altos comandantes militares dos temas, a marinha bizantina e os tagmas. Normalmente, o topoterita era colocado no comando da metade de uma unidade respectiva a ele. No início do século XII, são encontrados topoteritas como comandantes de regiões pequenas e fortalezas, enquanto no período paleólogo o termo foi usado para representantes do patriarca de Constantinopla fora das fronteiras imperiais.